# Joep Hommerson
Joep Hommerson (Alkmaar, 19 februari 1947) is een Nederlands kunstschilder.
Hommerson volgde een opleiding aan de Autonome Beeldende Kunst Ateliers te Arnhem. Hij vervaardigt etsen en schilderijen in de stijl van het fantastisch realisme. Uit zijn werk blijkt zijn fascinatie voor de natuur, vanaf de cellen die hij onder zijn microscoop bestudeerde tot de allesomvattende kosmos. Terugkerend thema is het weergeven van wat ontstaat, leeft en weer afsterft in een dynamiek van wervelende spiralen en organische vormen.
Vanaf 1973 heeft Hommerson zijn atelier in Bierum.

## Expositie
- 2023/2024: Muzeeaquarium Delfzijl, overzichtstentoonstelling

Werken vanJoep Hommerson
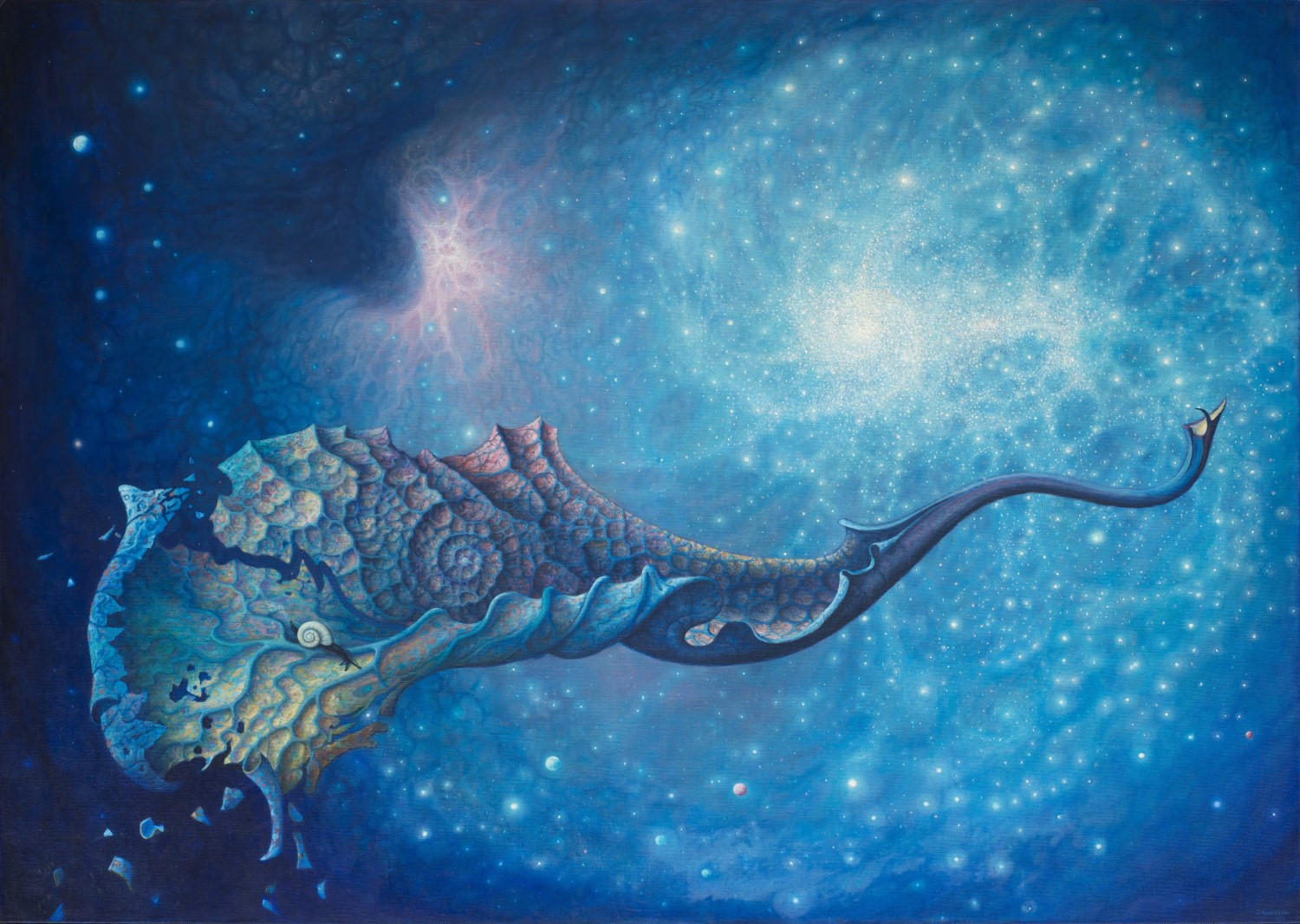
Ruimtereis
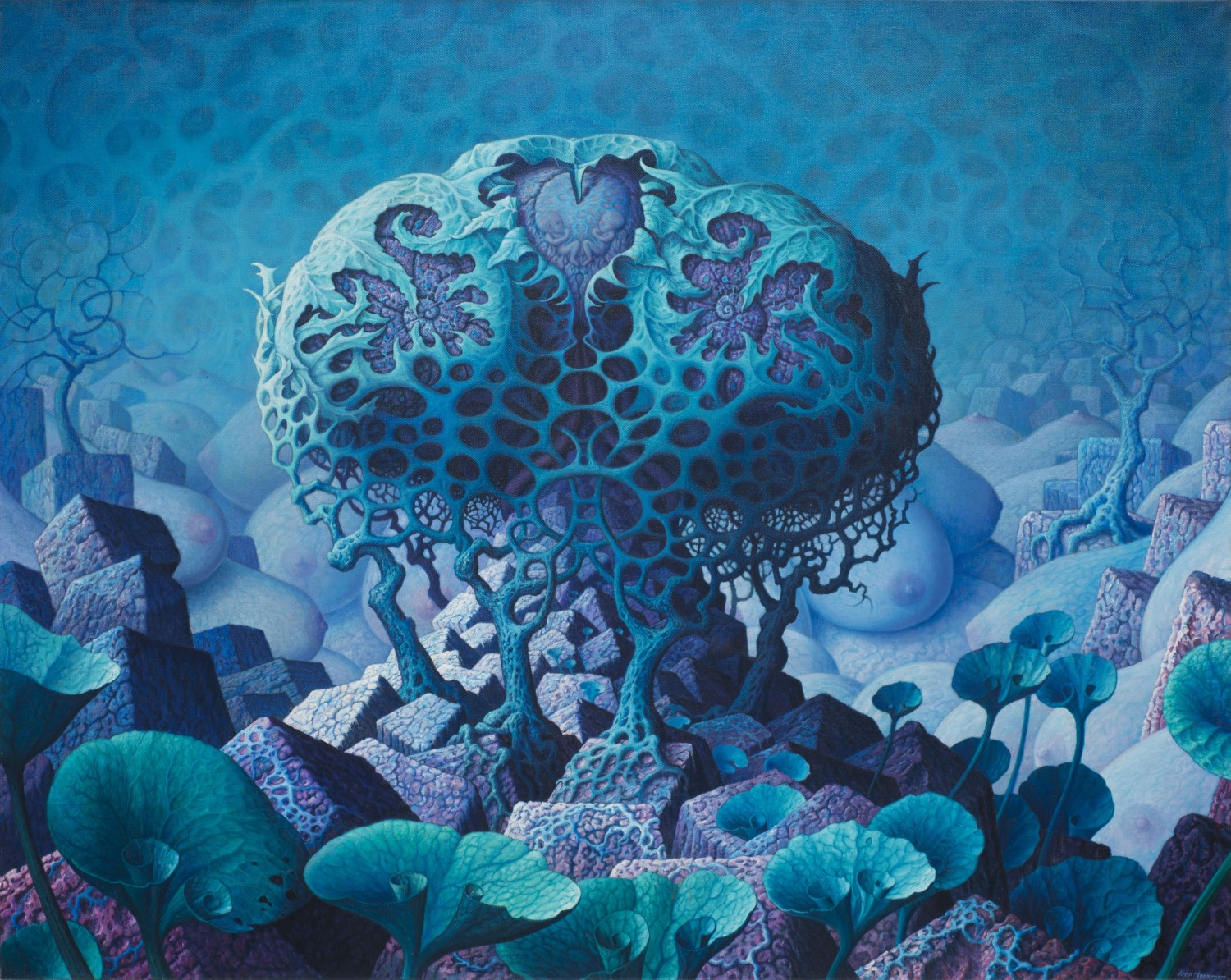
Scheppingsei
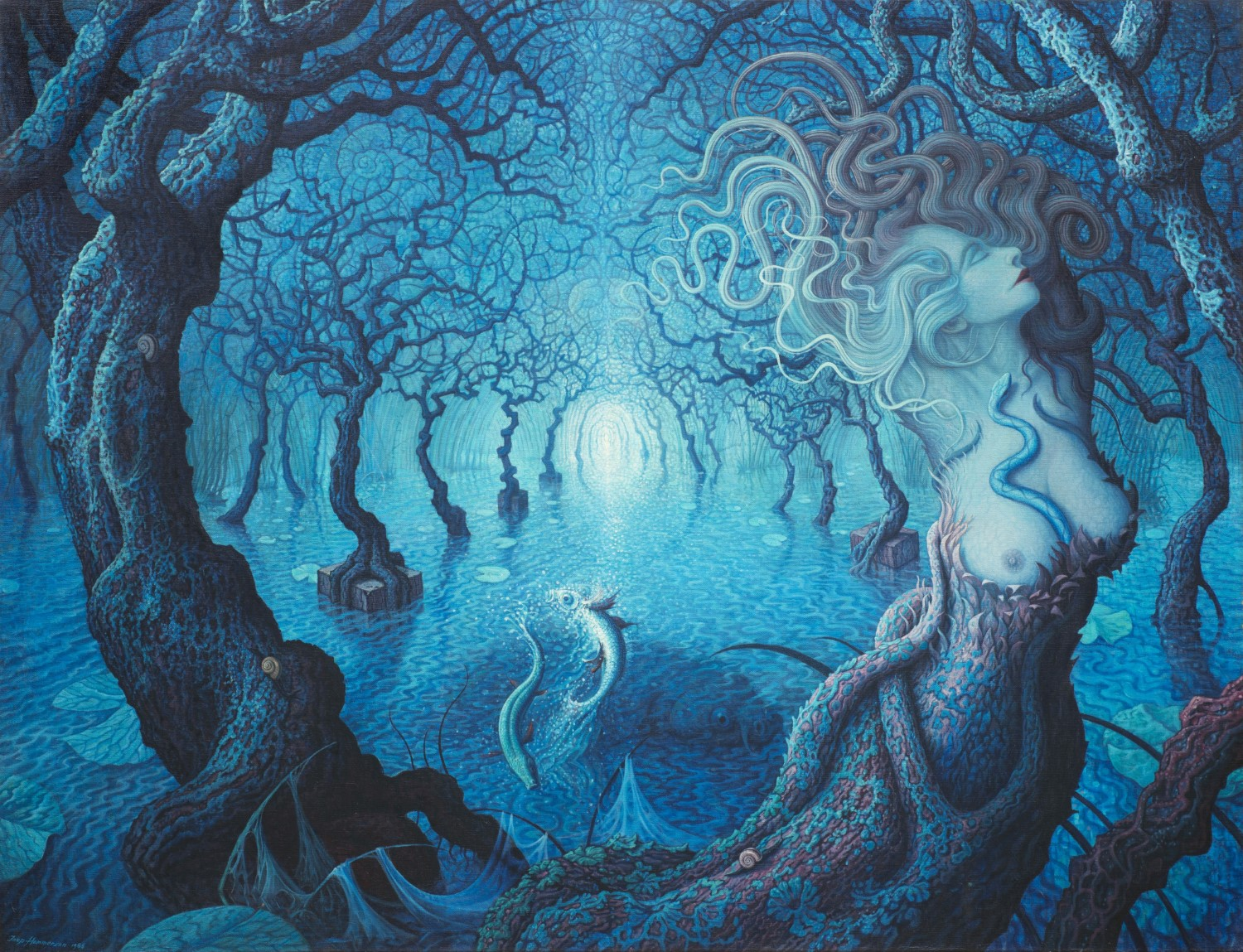
Waterdans
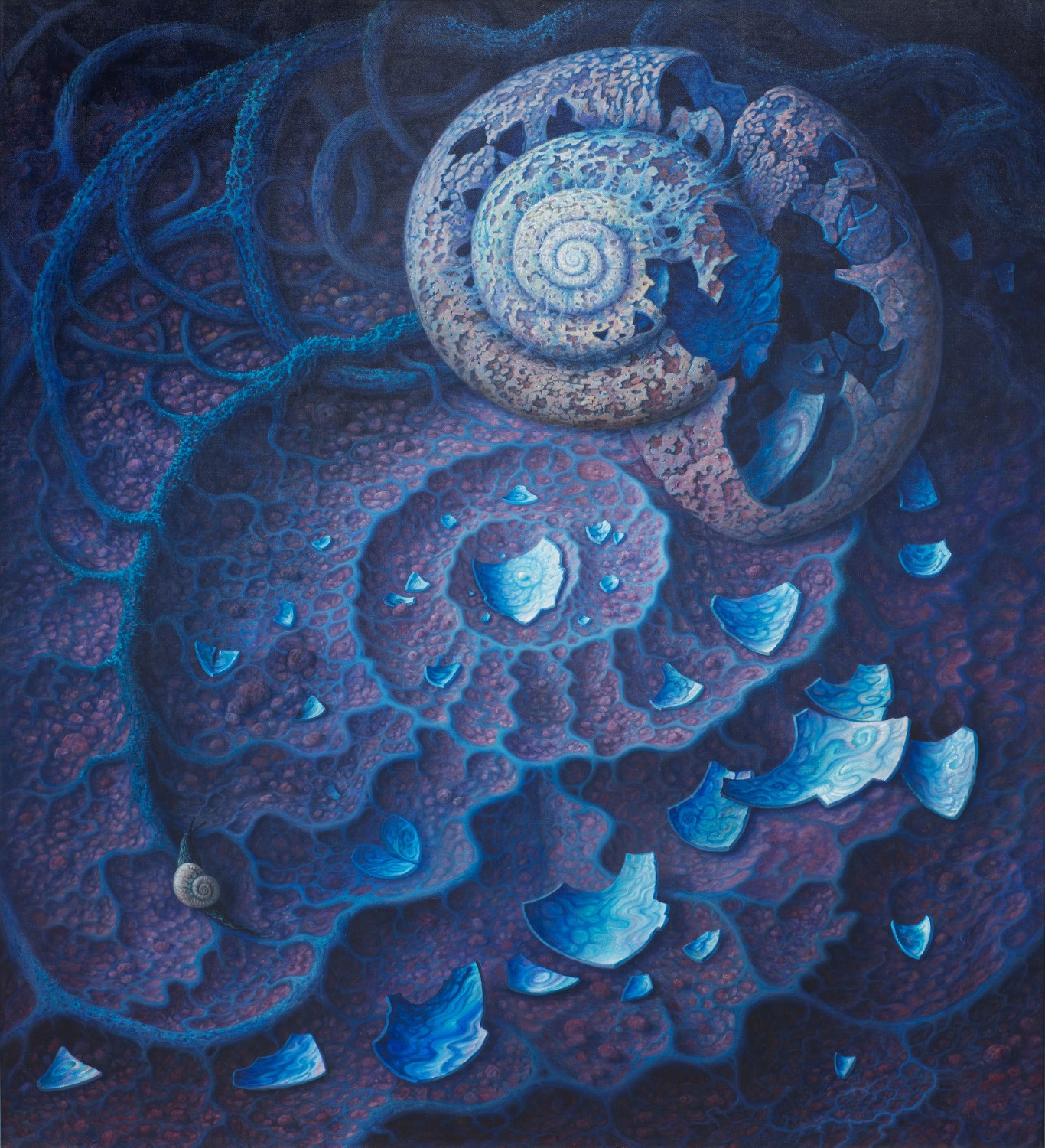
Slakkenhuis
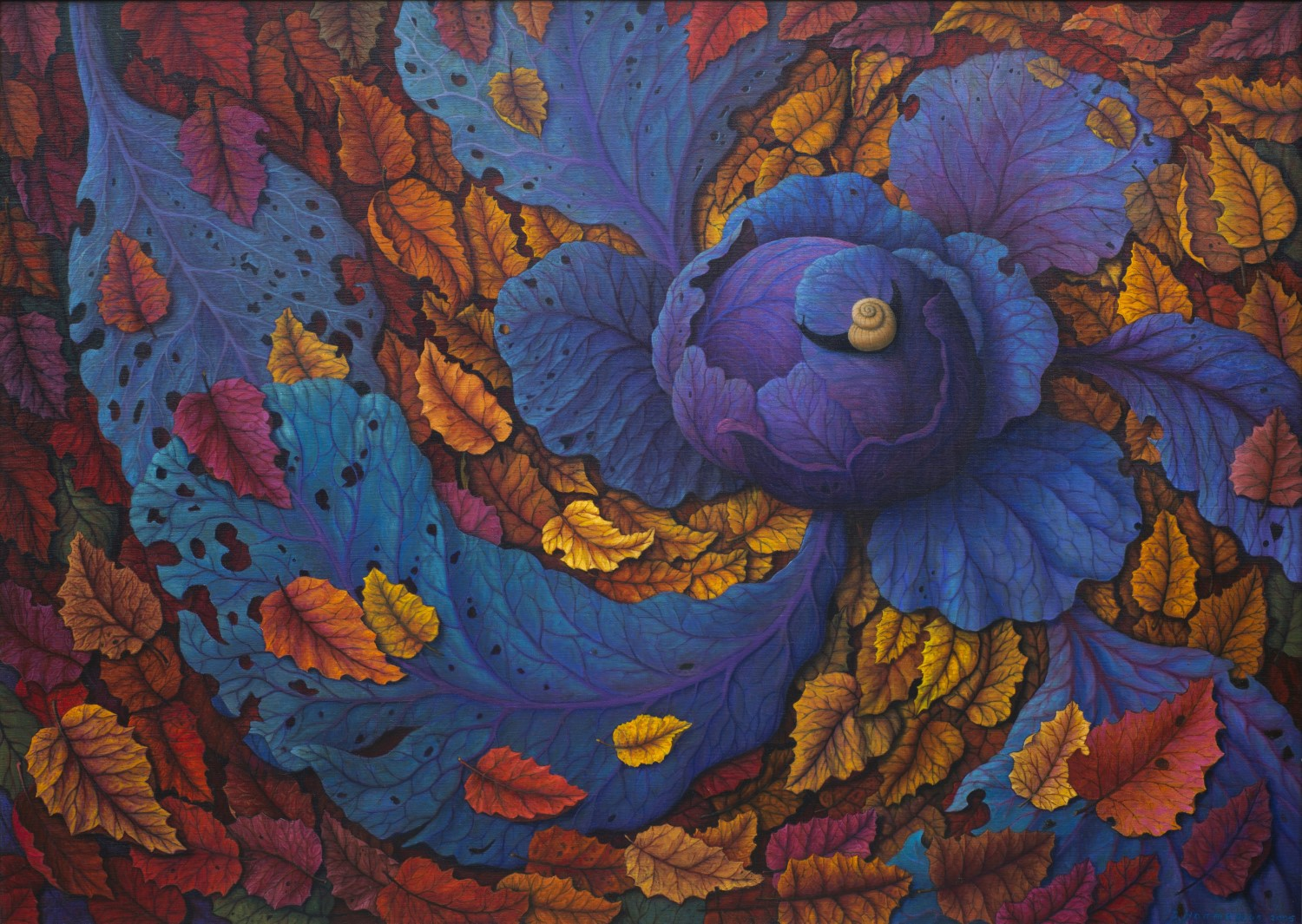
Bladerkool
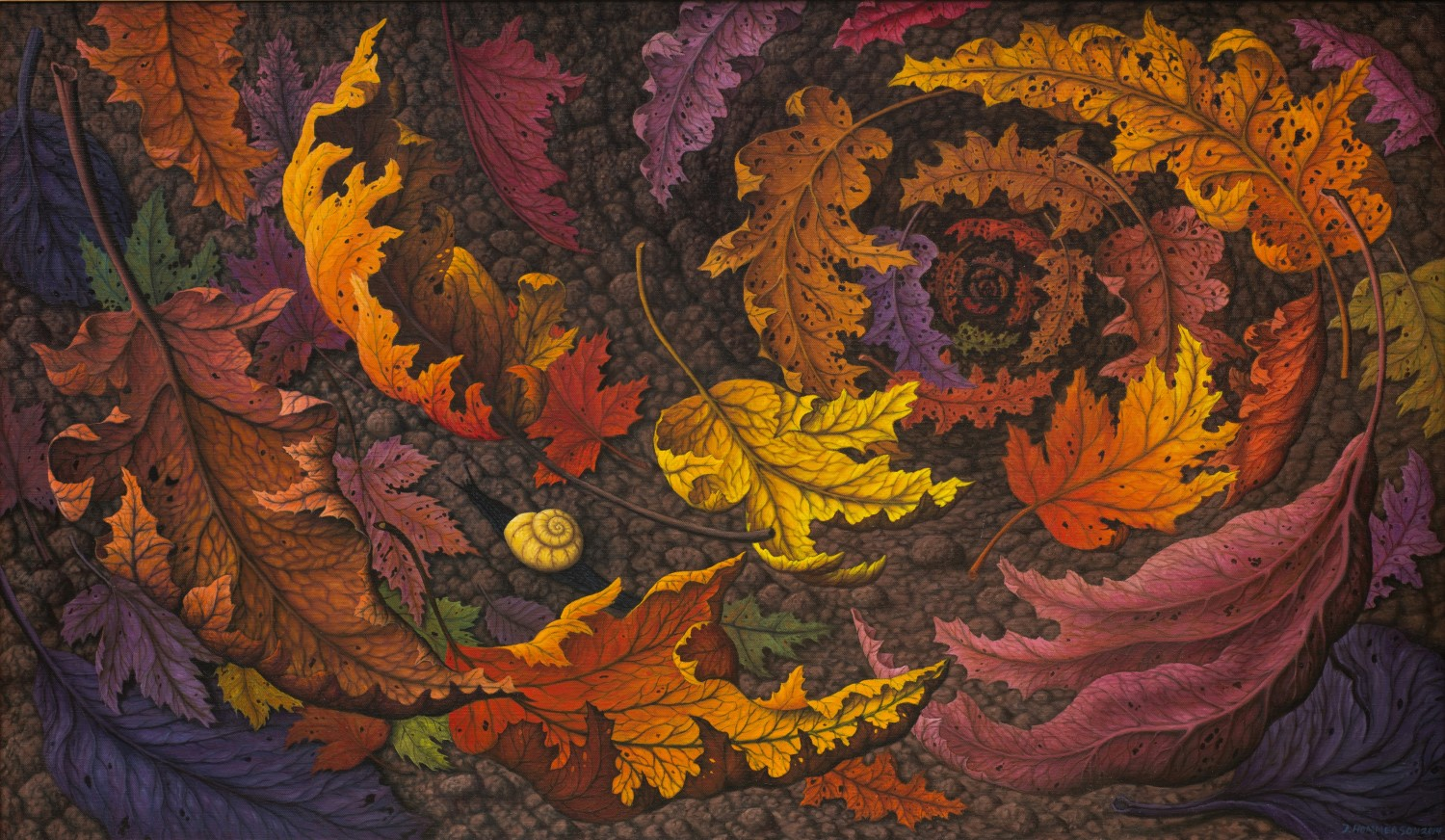
Herfststorm
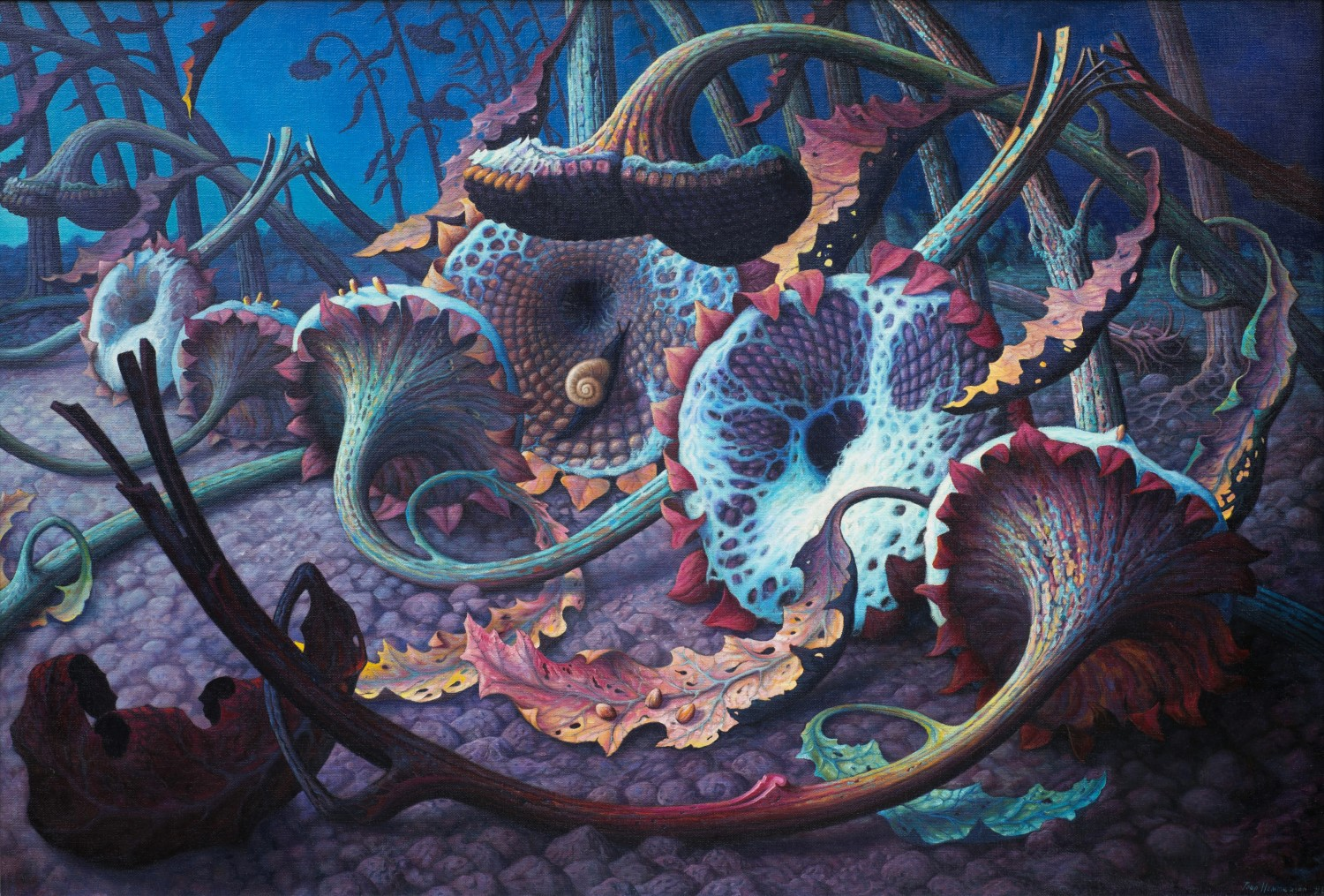
Zonnebloemen
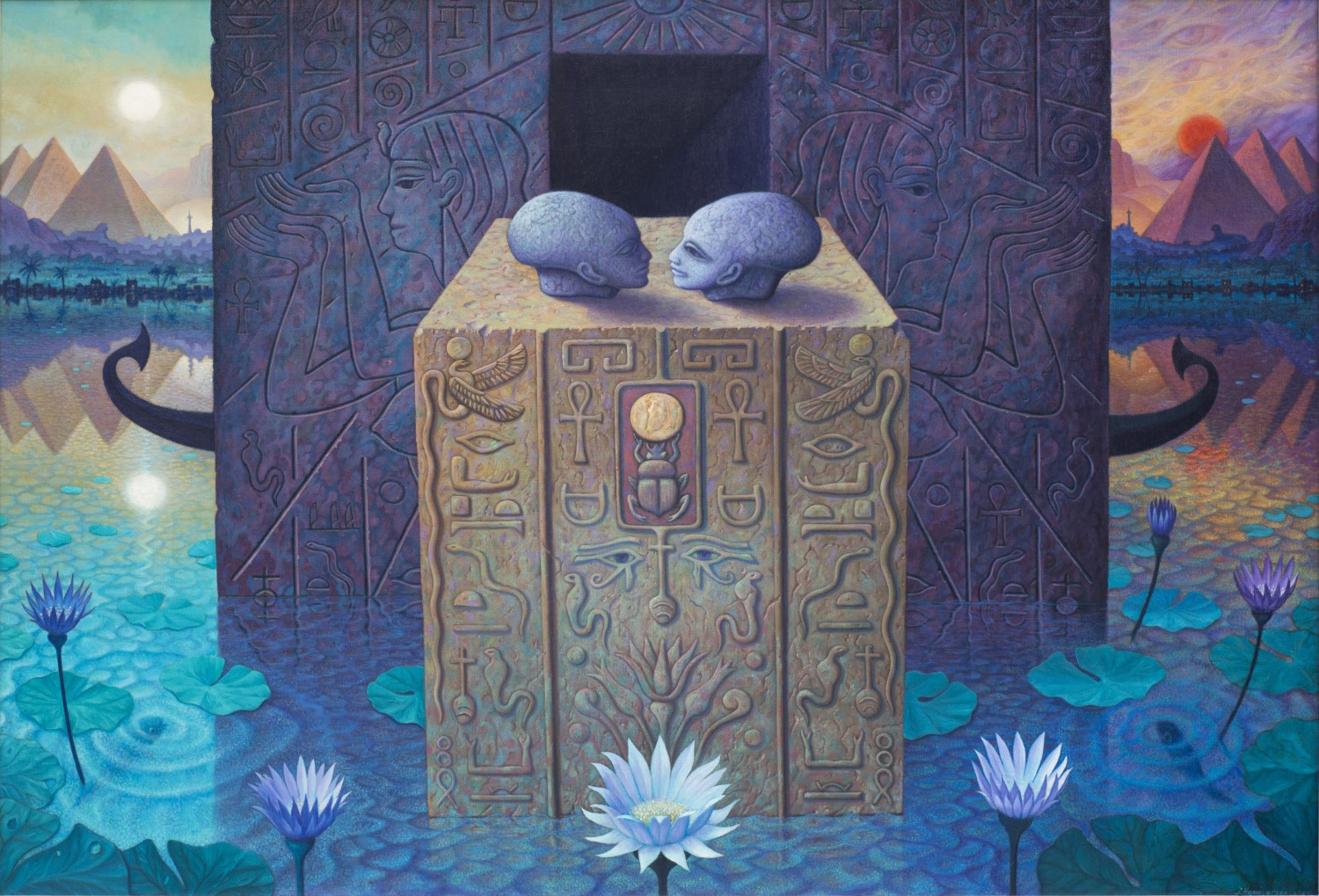
Levenszon